# موزا
موزا أو موسا وعرفت أيضًا باسم تيا موسا هي ملكة الإمبراطورية الفرثية من سنة 2 ق م إلى سنة 4 ميلادية. كانت بالأصل عبدة إيطالية أهداها أغسطس قيصر للملك الفرثي فرهاد الرابع وألذي تزوجها لاحقاً. بعد وفاته أصبحت الملكة خلفاً له وكانت وصية على إبنها فرهاد الخامس. ويقال أنها قامت بتسميم زوجها لتصبح هي الملكة، لتصبح أول إمراة تصبح ملكة على إيران وتكون واحدة من ثلاثة نساء حكمن بلاد فارس برفقة بوران دوخت وآزرمي دخت في العصر الساساني. أثناء حكمها هي وابنها قاما بتسليم ولاية أرمينيا للإمبراطورية الرومانية مما أدى لغضب الفرثيين عليهم، وخلعهما وتنصيب أرد الثالث ملكًا بدلًا منهما. أما موسا وفرهاد فهربا إلى روما وبقيا هناك حيث رحب بهما أغسطس قيصر.